# Campeonato de Verano 2012 (Costa Rica)
El Campeonato de Verano 2012 fue la edición 98° del torneo de liga de la Primera División del fútbol costarricense, que concluyó la temporada 2011-12.
El Herediano se proclamó campeón por vigesimosegunda vez en su historia, al derrotar en los dos juegos de la final al Santos de Guápiles y así acabó con la racha de diecinueve años sin levantar un título.
Orión perdió la categoría tras finalizar de último en la tabla general y caer derrotado en el repechaje frente al subcampeón de Segunda División que fue Carmelita.

## Sistema de competición
El torneo de la Primera División está conformado en dos partes:
- Fase de clasificación: Se integra por las 22 jornadas del torneo.
- Fase final: Se integra por las semifinales y final.

### Fase de clasificación
En la fase de clasificación se observará el sistema de puntos. La ubicación en la tabla general está sujeta a lo siguiente:
- Por juego ganado se obtendrán tres puntos.
- Por juego empatado se obtendrá un punto.
- Por juego perdido no se otorgan puntos.

En esta fase participan los 11 clubes de la Primera División jugando en cada torneo todos contra todos durante las 22 jornadas respectivas, a visita recíproca, en la que un equipo tiene una fecha libre debido a la imparidad del número de clubes.
El orden de los clubes al final de la fase de calificación del torneo corresponderá a la suma de los puntos obtenidos por cada uno de ellos y se presentará en forma descendente. Si al finalizar las 22 jornadas del torneo, dos o más clubes estuviesen empatados en puntos, su posición en la tabla será determinada atendiendo a los siguientes criterios de desempate:
1. Mayor diferencia positiva general de goles. Este resultado se obtiene mediante la sumatoria de los goles anotados a todos los rivales, en cada campeonato menos los goles recibidos de estos.
2. Mayor cantidad de goles a favor, anotados a todos los rivales dentro de la misma competencia.
3. Mejor puntuación particular que hayan conseguido en las confrontaciones particulares entre ellos mismos.
4. Mayor diferencia positiva particular de goles, la cual se obtiene sumando los goles de los equipos empatados y restándole los goles recibidos.
5. Mayor cantidad de goles a favor que hayan conseguido en las confrontaciones entre ellos mismos.
6. Como última alternativa, la UNAFUT realizaría un sorteo para el desempate.

### Fase final
Los cuatro clubes mejor ubicados en la tabla de posiciones clasifican a la fase eliminatoria. Los dos primeros puestos reciben la «ventaja deportiva», la cual se aplica en caso de un empate en los encuentros de ida y vuelta de las semifinales, así como terminar la serie de local. La primera etapa se desarrolla de la siguiente manera:
En la final se reubican los clubes de acuerdo a su posición en la tabla, para determinar el conjunto local y visitante en los juegos de ida y vuelta, respectivamente. El vencedor se asegura un puesto a la fase de grupos de la Liga de Campeones de la Concacaf 2012-13.

## Información de los equipos
| Equipo             | Entrenador           | Ciudad                  | Estadio                | Capacidad | Fundación       |
| ------------------ | -------------------- | ----------------------- | ---------------------- | --------- | --------------- |
| A. D. San Carlos   | Marvin Solano        | San Carlos, Alajuela    | Carlos Ugalde          | 5 600     | 1965 (47 años)  |
| Belén F. C.        | Vinicio Alvarado     | Belén, Heredia          | Polideportivo de Belén | 1 000     | 1979 (32 años)  |
| C. S. Cartaginés   | Johnny Chaves        | Cartago                 | "Fello" Meza           | 13 500    | 1906 (105 años) |
| C. S. Herediano    | Odir Jacques         | Heredia                 | Rosabal Cordero        | 8 721     | 1921 (90 años)  |
| Deportivo Saprissa | Alexandre Guimarães  | Tibás, San José         | Ricardo Saprissa       | 23 112    | 1935 (76 años)  |
| L. D. Alajuelense  | Óscar Ramírez        | Alajuela                | Morera Soto            | 17 895    | 1919 (92 años)  |
| Limón F. C.        | Hernán Fernando Sosa | Limón                   | Juan Gobán             | 2 349     | 1961 (50 años)  |
| Orión F. C.        | Juan Luis Hernández  | Desamparados, San José  | "Cuty" Monge           | 5 500     | 1926 (85 años)  |
| Pérez Zeledón      | Mauricio Wright      | Pérez Zeledón, San José | Municipal              | 6 100     | 1991 (20 años)  |
| Puntarenas F. C.   | Ronald Mora          | Puntarenas              | "Lito" Pérez           | 4 105     | 2004 (7 años)   |
| Santos de Guápiles | César Eduardo Méndez | Guápiles, Limón         | Ebal Rodríguez         | 4 500     | 1961 (50 años)  |

### Equipos por provincia
| Saprissa Herediano Orión Alajuelense San Carlos Limón Belén Pérez Zeledón Cartaginés Puntarenas Santos |

| Provincia  | N.º | Equipos                         |
| ---------- | --- | ------------------------------- |
| San José   | 3   | Orión, Pérez Zeledón y Saprissa |
| Alajuela   | 2   | Alajuelense y San Carlos        |
| Heredia    | 2   | Belén y Herediano               |
| Limón      | 2   | Limón y Santos                  |
| Cartago    | 1   | Cartaginés                      |
| Puntarenas | 1   | Puntarenas                      |

## Fase de clasificación

### Tabla de posiciones
| Pos. | Equipo             | Pts. | PJ | G  | E | P  | GF | GC | Dif. |  |
| ---- | ------------------ | ---- | -- | -- | - | -- | -- | -- | ---- |  |
| 1    | Pérez Zeledón      | 37   | 20 | 11 | 4 | 5  | 38 | 25 | +13  |  |
| 2    | Santos de Guápiles | 37   | 20 | 12 | 1 | 7  | 32 | 28 | +4   |  |
| 3    | Deportivo Saprissa | 36   | 20 | 10 | 6 | 4  | 38 | 23 | +15  |  |
| 4    | C. S. Herediano    | 34   | 20 | 10 | 4 | 6  | 33 | 20 | +13  |  |
| 5    | L. D. Alajuelense  | 33   | 20 | 10 | 3 | 7  | 34 | 25 | +9   |  |
| 6    | C. S. Cartaginés   | 33   | 20 | 10 | 3 | 7  | 33 | 30 | +3   |  |
| 7    | A. D. San Carlos   | 29   | 20 | 8  | 5 | 7  | 23 | 26 | −3   |  |
| 8    | Belén F. C.        | 28   | 20 | 7  | 7 | 6  | 35 | 28 | +7   |  |
| 9    | Puntarenas F. C.   | 18   | 20 | 5  | 3 | 12 | 23 | 35 | −12  |  |
| 10   | Limón F. C.        | 16   | 20 | 4  | 4 | 12 | 18 | 37 | −19  |  |
| 11   | Orión F. C.        | 8    | 20 | 2  | 2 | 16 | 12 | 42 | −30  |  |

 Fuente: UNAFUT
|  | Clasifica a semifinales. |
|  | Último lugar.            |

### Tabla acumulada de la temporada
| Pos. | Equipo             | Pts. | PJ | G  | E  | P  | GF | GC | Dif. |  |
| ---- | ------------------ | ---- | -- | -- | -- | -- | -- | -- | ---- |  |
| 1    | C. S. Herediano    | 73   | 40 | 21 | 10 | 9  | 72 | 39 | +33  |  |
| 2    | Deportivo Saprissa | 71   | 40 | 19 | 14 | 7  | 72 | 44 | +28  |  |
| 3    | L. D. Alajuelense  | 70   | 40 | 21 | 7  | 12 | 72 | 48 | +24  |  |
| 4    | Pérez Zeledón      | 63   | 40 | 18 | 9  | 13 | 68 | 54 | +14  |  |
| 5    | C. S. Cartaginés   | 63   | 40 | 17 | 12 | 11 | 64 | 57 | +7   |  |
| 6    | Santos de Guápiles | 62   | 40 | 18 | 8  | 14 | 58 | 55 | +3   |  |
| 7    | A. D. San Carlos   | 50   | 40 | 13 | 11 | 16 | 45 | 59 | −14  |  |
| 8    | Belén F. C.        | 47   | 40 | 11 | 14 | 15 | 55 | 57 | −2   |  |
| 9    | Puntarenas F. C.   | 46   | 40 | 12 | 10 | 18 | 50 | 69 | −19  |  |
| 10   | Limón F. C.        | 35   | 40 | 9  | 8  | 23 | 37 | 67 | −30  |  |
| 11   | Orión F. C.        | 25   | 40 | 6  | 7  | 27 | 32 | 76 | −44  |  |

 Fuente: UNAFUT
|  | Fase de grupos de la Liga de Campeones 2012-13. |
|  | Repechaje por la permanencia.                   |

### Resumen de resultados
| Local / Visita     | ADSC  | BEL   | CSC   | CSH   | SAP   | LDA   | LIM   | OFC   | MPZ   | PFC   | SAN   |
| ------------------ | ----- | ----- | ----- | ----- | ----- | ----- | ----- | ----- | ----- | ----- | ----- |
| A. D. San Carlos   |       | 0 - 3 | 1 - 3 | 1 - 0 | 3 - 4 | 3 - 1 | 0 - 1 | 1 - 0 | 2 - 1 | 2 - 1 | 1 - 3 |
| Belén F. C.        | 1 - 1 |       | 1 - 0 | 3 - 3 | 2 - 4 | 4 - 2 | 7 - 0 | 1 - 0 | 2 - 1 | 2 - 0 | 1 - 1 |
| C. S. Cartaginés   | 0 - 0 | 3 - 2 |       | 2 - 1 | 1 - 3 | 2 - 2 | 3 - 0 | 2 - 0 | 0 - 2 | 3 - 2 | 5 - 1 |
| C. S. Herediano    | 2 - 0 | 2 - 1 | 3 - 0 |       | 0 - 0 | 2 - 3 | 3 - 2 | 4 - 0 | 1 - 1 | 2 - 0 | 1 - 2 |
| Deportivo Saprissa | 1 - 1 | 0 - 0 | 4 - 0 | 1 - 3 |       | 0 - 2 | 2 - 2 | 1 - 0 | 2 - 3 | 3 - 1 | 3 - 0 |
| L. D. Alajuelense  | 1 - 2 | 1 - 1 | 0 - 1 | 2 - 0 | 1 - 2 |       | 3 - 1 | 2 - 0 | 1 - 1 | 2 - 0 | 2 - 0 |
| Limón F. C.        | 0 - 1 | 0 - 0 | 1 - 0 | 0 - 2 | 1 - 1 | 0 - 2 |       | 3 - 2 | 2 - 2 | 2 - 0 | 1 - 2 |
| Orión F. C.        | 1 - 1 | 2 - 2 | 0 - 1 | 0 - 2 | 1 - 5 | 0 - 2 | 1 - 0 |       | 1 - 3 | 2 - 1 | 0 - 3 |
| Pérez Zeledón      | 2 - 0 | 2 - 1 | 2 - 3 | 0 - 0 | 1 - 0 | 2 - 4 | 1 - 0 | 4 - 1 |       | 3 - 2 | 3 - 1 |
| Puntarenas F. C.   | 0 - 0 | 4 - 1 | 2 - 2 | 1 - 2 | 1 - 1 | 1 - 0 | 3 - 1 | 2 - 1 | 0 - 3 |       | 0 - 2 |
| Santos de Guápiles | 1 - 3 | 2 - 0 | 3 - 2 | 1 - 0 | 0 - 1 | 3 - 1 | 2 - 1 | 2 - 0 | 2 - 1 | 1 - 2 |       |

|  | Victoria del equipo local     |
|  | Empate                        |
|  | Victoria del equipo visitante |

## Resultados
- Los horarios corresponden al tiempo de Costa Rica (UTC-6).

| San Carlos    | 1 - 3 | Cartaginés | 15 de enero | Teletica |
| Santos        | 1 - 0 | Herediano  | 15 de enero | Extra Tv |
| Saprissa      | 3 - 1 | Puntarenas | 15 de enero | Teletica |
| Pérez Zeledón | 2 - 1 | Belén      | 15 de enero | Teletica |
| Limón         | 3 - 2 | Orión      | 15 de enero | Repretel |

| Orión FC   | 1 - 1 | San Carlos    | 19 de enero | no hubo  |
| Belén      | 4 - 2 | Alajuelense   | 19 de enero | Repretel |
| Herediano  | 3 - 2 | Limón         | 18 de enero | Repretel |
| Cartaginés | 0 - 2 | Pérez Zeledón | 18 de enero | Teletica |
| Puntarenas | 0 - 2 | Santos        | 18 de enero | No hubo  |

| Pérez Zeledón | 4 - 1 | Orión FC   | 22 de enero | Teletica   |
| San Carlos    | 1 - 0 | Herediano  | 22 de enero | Teletica   |
| Santos        | 0 - 1 | Saprissa   | 22 de enero | Extra TV42 |
| Alajuelense   | 0 - 1 | Cartaginés | 22 de enero | Repretel   |
| Limón         | 2 - 0 | Puntarenas | 22 de enero | Repretel   |

| Orion      | 0 - 2 | Alajuenlense  | 29 de enero | Repretel |
| Puntarenas | 0 - 0 | San Carlos    | 29 de enero | no hubo  |
| Saprissa   | 2 - 2 | Limon         | 29 de enero | Teletica |
| Cartaginés | 3 - 2 | Belén         | 29 de enero | Teletica |
| Herediano  | 1 - 1 | Pérez Zeledón | 28 de enero | Repretel |

| Belén         | 1 - 0 | Orión FC      | 31 de enero  | Repretel |
| San Carlos    | 3 - 4 | Saprissa      | 1 de febrero | Teletica |
| Alajuelense   | 2 - 0 | Herediano     | 1 de febrero | Repretel |
| Pérez Zeledón | 3 - 2 | Puntarenas FC | 1 de febrero | Teletica |
| Limón FC      | 1 - 2 | Santos        | 2 de febrero | Repretel |

| Puntarenas | 1 - 0 | Alajuelense   | 5 de febrero | Teletica   |
| Orión      | 0 - 1 | Cartaginés    | 5 de febrero | Extra TV42 |
| Saprissa   | 2 - 3 | Pérez Zeledón | 5 de febrero | Teletica   |
| Herediano  | 2 - 1 | Belén         | 5 de febrero | Repretel   |
| Santos     | 1 - 3 | San Carlos    | 6 de febrero | Extra TV42 |

| Pérez Zeledon | 3 - 1 | Santos     | 12 de febrero | No hubo  |
| Alajuelense   | 1 - 2 | Saprissa   | 12 de febrero | Repretel |
| Belén         | 2 - 0 | Puntarenas | 12 de febrero | Repretel |
| Cartago       | 2 - 1 | Herediano  | 12 de febrero | Teletica |
| San Carlos    | 0 - 1 | Limón      | 12 de febrero | Teletica |

| Puntarenas | 2 - 2 | Cartaginés     | 15 de febrero | Teletica   |
| Limon      | 2 - 2 | Pérez Zelendon | 15 de febrero | Repretel   |
| Santos     | 3 - 1 | Alajuelense    | 15 de febrero | Extra TV42 |
| Herediano  | 4 - 0 | Orion          | 16 de febrero | Repretel   |
| Saprissa   | 0 - 0 | Belén          | 16 de febrero | Teletica   |

| Alajuelense   | 3 - 1 | Limon      | 19 de febrero | Repretel   |
| Cartago       | 1 - 3 | Saprissa   | 19 de febrero | Teletica   |
| Belén         | 1 - 1 | Santos     | 19 de febrero | Repretel   |
| Pérez Zeledon | 2 - 0 | San Carlos | 19 de febrero | Teletica   |
| Orion         | 2 - 1 | Puntarenas | 19 de febrero | Extra TV42 |

| Puntarenas | 1 - 2 | Herediano   | 26 de febrero | Teletica   |
| Santos     | 3 - 2 | Cartaginés  | 26 de febrero | Extra TV42 |
| San Carlos | 3 - 1 | Alajuelense | 26 de febrero | Teletica   |
| Limón      | 0 - 0 | Belén       | 26 de febrero | Repretel   |
| Saprissa   | 1 - 0 | Orión       | 26 de febrero | Teletica   |

| Belén       | 1-1   | San Carlos    | 28 de febrero | Repretel   |
| Orion       | 0 - 3 | Santos        | 29 de febrero | Extra TV42 |
| Herediano   | 0 - 0 | Saprissa      | 29 de febrero | Repretel   |
| Cartago     | 3 - 0 | Limon         | 29 de febrero | No hubo    |
| Alajuelense | 1 - 1 | Pérez Zeledon | 1 de marzo    | Repretel   |

| Puntarenas | 1 - 1 | Saprissa      | 4 de marzo | Teletica   |
| Belén      | 2 - 1 | Pérez Zeledón | 4 de marzo | Repretel   |
| Herediano  | 1 - 2 | Santos        | 4 de marzo | Repretel   |
| Orión      | 1 - 0 | Limón         | 4 de marzo | Extra TV42 |
| Cartaginés | 0 - 0 | San Carlos    | 4 de marzo | Teletica   |

| Santos        | 1 - 2 | Puntarenas | 10 de marzo | Extra TV42 |
| Alajuelense   | 1 - 1 | Belén      | 10 de marzo | Repretel   |
| Pérez Zeledón | 2 - 3 | Cartaginés | 11 de marzo | Teletica   |
| Limón         | 0 - 2 | Herediano  | 11 de marzo | Repretel   |
| San Carlos    | 1 - 0 | Orión      | 11 de marzo | Teletica   |

| Saprissa   | 3 - 0 | Santos        | 7 de marzo  | Teletica   |
| Orión      | 1 - 3 | Pérez Zeledón | 14 de marzo | Extra TV42 |
| Puntarenas | 3 - 1 | Limón         | 14 de marzo | No hubo    |
| Herediano  | 2 - 0 | San Carlos    | 14 de marzo | Repretel   |
| Cartaginés | 2 - 2 | Alajuelense   | 14 de marzo | Teletica   |

| Limón         | 1 - 1 | Saprissa   | 17 de marzo | Repretel |
| Pérez Zeledón | 0 - 0 | Herediano  | 18 de marzo | Teletica |
| San Carlos    | 2 - 1 | Puntarenas | 18 de marzo | Teletica |
| Belén         | 1 - 0 | Cartaginés | 18 de marzo | No hubo  |
| Alajuelense   | 2 - 0 | Orión      | 18 de marzo | Repretel |

| Santos     | 2 - 1 | Limón         | 24 de marzo | Extra TV42 |
| Herediano  | 2 - 3 | Alajuelense   | 24 de marzo | Repretel   |
| Puntarenas | 0 - 3 | Pérez Zeledón | 25 de marzo | Teletica   |
| Orión      | 2 - 2 | Belén         | 25 de marzo | Extra TV42 |
| Saprissa   | 1 - 1 | San Carlos    | 25 de marzo | Teletica   |

| Alajuelense   | 2 - 0 | Puntarenas | 28 de marzo | Repretel |
| Pérez Zeledón | 1 - 0 | Saprissa   | 28 de marzo | Teletica |
| Cartaginés    | 2 - 0 | Orión      | 28 de marzo | No hubo  |
| Belén         | 3 - 3 | Herediano  | 29 de marzo | Repretel |
| San Carlos    | 1 - 3 | Santos     | 29 de marzo | No hubo  |

| Puntarenas | 4 - 1 | Belén         | 1 de abril | Teletica   |
| Limón      | 0 - 1 | San Carlos    | 1 de abril | Repretel   |
| Herediano  | 3 - 0 | Cartaginés    | 1 de abril | Repretel   |
| Saprissa   | 0 - 2 | Alajuelense   | 1 de abril | Teletica   |
| Santos     | 2 - 1 | Pérez Zeledón | 2 de abril | Extra TV42 |

| Pérez Zeledón | 1 - 0 | Limón      | 8 de abril | Teletica   |
| Orión         | 0 - 2 | Herediano  | 8 de abril | Extra TV42 |
| Belén         | 2 - 4 | Saprissa   | 8 de abril | Repretel   |
| Cartaginés    | 3 - 2 | Puntarenas | 8 de abril | Teletica   |
| Alajuelense   | 2 - 0 | Santos     | 8 de abril | Repretel   |

| Puntarenas | 2 - 1 | Orión         | 14 de abril | No hubo    |
| Santos     | 2 - 0 | Belén         | 14 de abril | Extra TV42 |
| Saprissa   | 4 - 0 | Cartaginés    | 14 de abril | Teletica   |
| San Carlos | 2 - 1 | Pérez Zeledón | 15 de abril | Teletica   |
| Limón      | 0 - 2 | Alajuelense   | 15 de abril | Repretel   |

| Herediano   | 2 - 0 | Puntarenas | 17 de abril | Repretel   |
| Orión       | 1 - 5 | Saprissa   | 17 de abril | Extra TV42 |
| Cartaginés  | 5 - 1 | Santos     | 18 de abril | Teletica   |
| Alajuelense | 1 - 2 | San Carlos | 18 de abril | Repretel   |
| Belén       | 7 - 0 | Limón      | 19 de abril | Repretel   |

| Pérez Zeledón | 2 - 4 | Alajuelense | 22 de abril | Teletica   |
| Saprissa      | 1 - 3 | Herediano   | 22 de abril | Teletica   |
| Limón         | 1 - 0 | Cartaginés  | 22 de abril | Repretel   |
| San Carlos    | 0 - 3 | Belén       | 22 de abril | No hubo    |
| Santos        | 2 - 0 | Orión       | 23 de abril | Extra TV42 |

## Fase final

### Cuadro de desarrollo
|  | Semifinales                                   | Semifinales                                   | Semifinales                                   | Semifinales                                   | Semifinales                                   |   |    | Final                                | Final                                | Final                                | Final                                | Final                                |  |
|  | 28 / 29 de abril (ida) 5 / 6 de mayo (vuelta) | 28 / 29 de abril (ida) 5 / 6 de mayo (vuelta) | 28 / 29 de abril (ida) 5 / 6 de mayo (vuelta) | 28 / 29 de abril (ida) 5 / 6 de mayo (vuelta) | 28 / 29 de abril (ida) 5 / 6 de mayo (vuelta) |   |    | 12 de mayo (ida) 19 de mayo (vuelta) | 12 de mayo (ida) 19 de mayo (vuelta) | 12 de mayo (ida) 19 de mayo (vuelta) | 12 de mayo (ida) 19 de mayo (vuelta) | 12 de mayo (ida) 19 de mayo (vuelta) |  |
|  |                                               |                                               |                                               |                                               |                                               |   |    |                                      |                                      |                                      |                                      |                                      |  |
|  |                                               |                                               |                                               |                                               |                                               |   |    |                                      |                                      |                                      |                                      |                                      |  |
|  | 1                                             | Pérez Zeledón                                 | 1                                             | 0                                             | 1                                             |   |    |                                      |                                      |                                      |                                      |                                      |  |
|  | 1                                             | Pérez Zeledón                                 | 1                                             | 0                                             | 1                                             |   |    |                                      |                                      |                                      |                                      |                                      |  |
|  | 4                                             | C. S. Herediano                               | 1                                             | 2                                             | 3                                             |   |    |                                      |                                      |                                      |                                      |                                      |  |
|  | 4                                             | C. S. Herediano                               | 1                                             | 2                                             | 3                                             |   | F1 | Santos de Guápiles                   | 2                                    | 1                                    | 3                                    |                                      |  |
|  |                                               |                                               |                                               |                                               |                                               |   | F1 | Santos de Guápiles                   | 2                                    | 1                                    | 3                                    |                                      |  |
|  |                                               |                                               | F2                                            | C. S. Herediano                               | 4                                             | 2 | 6  |                                      |                                      |                                      |                                      |                                      |  |
|  | 2                                             | Santos de Guápiles (v.)                       | F2                                            | C. S. Herediano                               | 4                                             | 2 | 6  | 0                                    | 1                                    | 1                                    |                                      |                                      |  |
|  | 2                                             | Santos de Guápiles (v.)                       |                                               |                                               |                                               |   |    | 0                                    | 1                                    | 1                                    |                                      |                                      |  |
|  | 3                                             | Deportivo Saprissa                            | 1                                             | 0                                             | 1                                             |   |    |                                      |                                      |                                      |                                      |                                      |  |
|  | 3                                             | Deportivo Saprissa                            | 1                                             | 0                                             | 1                                             |   |    |                                      |                                      |                                      |                                      |                                      |  |
|  |                                               |                                               |                                               |                                               |                                               |   |    |                                      |                                      |                                      |                                      |                                      |  |

### Serie por la permanencia
Disputaron la serie por la permanencia el equipo ubicado en la 11.ª posición de la tabla acumulada de Primera División y el subcampeón de la Liga de Ascenso.

#### Carmelita vs. Orión
| 17 de junio de 2012, 11:00 | Orión F. C.                           | 2:2 (0:1) | A. D. Carmelita                             | Estadio Ricardo Saprissa, Tibás, San José |                          |
|                            | - José Adrián Marrero 67' (pen.), 80' | Reporte   | - Bryan Sánchez 24' - Carlos Montenegro 70' | Árbitro(s): Allen Quirós                  | Árbitro(s): Allen Quirós |

| 24 de junio de 2012, 11:00                | A. D. Carmelita          | 2:0 (0:0) (Global 4:2) | Orión F. C. | Estadio Morera Soto, Alajuela |                             |
|                                           | - Mario Camacho 69', 89' | Reporte                |             | Árbitro(s): Ricardo Montero   | Árbitro(s): Ricardo Montero |
| Carmelita asciende a la Primera División. |                          |                        |             |                               |                             |

### Semifinales

#### Pérez Zeledón vs. Herediano
| 28 de abril de 2012, 20:00 | C. S. Herediano | 1:1 (1:0) | Pérez Zeledón      | Estadio Rosabal Cordero, Heredia                        |                                                         |
|                            | - Enoc Pérez 7' | Reporte   | - Roberto Wong 68' | Asistencia: 3 498 espectadores Árbitro(s): Allen Quirós | Asistencia: 3 498 espectadores Árbitro(s): Allen Quirós |

| 6 de mayo de 2012, 11:00 | Pérez Zeledón | 0:2 (0:0) (Global 1:3) | C. S. Herediano         | Estadio Municipal, Pérez Zeledón, San José             |                                                        |
|                          |               | Reporte                | - Víctor Núñez 65', 80' | Asistencia: 2 276 espectadores Árbitro(s): Rafael Vega | Asistencia: 2 276 espectadores Árbitro(s): Rafael Vega |

#### Santos vs. Saprissa
| 29 de abril de 2012, 11:00 | Deportivo Saprissa      | 1:0 (1:0) | Santos de Guápiles | Estadio Ricardo Saprissa, Tibás, San José                 |                                                           |
|                            | - Mynor Escoe 3' (pen.) | Reporte   |                    | Asistencia: 9 593 espectadores Árbitro(s): Henry Bejarano | Asistencia: 9 593 espectadores Árbitro(s): Henry Bejarano |

| 5 de mayo de 2012, 20:00 | Santos de Guápiles    | 1:0 (1:0) (Global 1:1) | Deportivo Saprissa | Estadio Nacional, San José                                |                                                           |
|                          | - Cristhian Lagos 30' | Reporte                |                    | Asistencia: 11 841 espectadores Árbitro(s): Jeffrey Solís | Asistencia: 11 841 espectadores Árbitro(s): Jeffrey Solís |

### Final

#### Santos vs. Herediano
| 12 de mayo de 2012, 20:00 | C. S. Herediano                                                                   | 4:2 (0:1) | Santos de Guápiles                           | Estadio Rosabal Cordero, Heredia                          |                                                           |
|                           | - José Miguel Cubero 46' - Víctor Núñez 70', 86' - José Carlos Cancela 76' (t.l.) | Reporte   | - Osvaldo Rodríguez 24' - Randall Porras 50' | Asistencia: 6 258 espectadores Árbitro(s): Wálter Quesada | Asistencia: 6 258 espectadores Árbitro(s): Wálter Quesada |

| 19 de mayo de 2012, 19:00 | Santos de Guápiles    | 1:2 (1:1) (Global 3:6) | C. S. Herediano                              | Estadio Ebal Rodríguez, Guápiles, Limón                |                                                        |
|                           | - Cristhian Lagos 35' | Reporte                | - José Carlos Cancela 43' - Víctor Núñez 90' | Asistencia: 4 102 espectadores Árbitro(s): Rafael Vega | Asistencia: 4 102 espectadores Árbitro(s): Rafael Vega |

#### Final - ida
| 1     | POR   | Leonel Moreira         |     |
| 21    | DEF   | Pablo Salazar          |     |
| 4     | DEF   | Christian Montero      |     |
| 90    | DEF   | Waylon Francis         | 65' |
| 12    | DEF   | Óscar Rojas            |     |
| 28    | MED   | José Carlos Cancela    |     |
| 5     | MED   | Óscar Esteban Granados | 45' |
| 14    | MED   | José Miguel Cubero     |     |
| 62    | MED   | Ismael Gómez           | 61' |
| 19    | DEL   | Jorge Barbosa          |     |
| 23    | DEL   | Víctor Núñez           |     |
| D. T. | D. T. | Odir Jacques           |     |

| 20    | POR   | Johnny Aguilar       |     |
| 30    | DEF   | Randall Porras       |     |
| 31    | DEF   | Mario Víquez         | 80' |
| 29    | DEF   | Javier Loaiza        |     |
| 13    | DEF   | Kevin Fajardo        |     |
| 16    | MED   | Juan Diego Madrigal  |     |
| 2     | MED   | Eduardo Tourborne    |     |
| 6     | MED   | Emiliano Gómez       |     |
| 17    | MED   | Osvaldo Rodríguez    |     |
| 7     | DEL   | Erick Scott          | 90' |
| 9     | DEL   | Cristhian Lagos      | 65' |
| D. T. | D. T. | César Eduardo Méndez |     |

| 9  | DEL | Minor Díaz      | 45' |
| 10 | MED | Yosimar Arias   | 61' |
| 80 | DEF | Francisco Calvo | 65' |

| 15 | DEL | Jonathan Moya       | 65' |
| 4  | DEF | Crisanto Esquivel   | 80' |
| 10 | MED | Maximiliano Ardetti | 90' |

| 46' · 70' · 76' · 86' | José Miguel Cubero Víctor Núñez José Carlos Cancela Víctor Núñez | 1:1 2:2 3:2 4:2 |

| 24' · 50' | Osvaldo Rodríguez Randall Porras | 0:1 1:2 |

| 53' | Ismael Gómez |

| 59' | Cristhian Lagos |

| Principal  | Wálter Quesada |
| Asistentes | Leonel Leal    |
|            | Edwin Medaglia |
| Cuarto     | Randall Poveda |

|  |                    |     |     |
|  | Tiros              | 19  | 12  |
|  | Tiros a puerta     | 12  | 4   |
|  | Faltas             | 6   | 15  |
|  | Saques de esquina  | 10  | 2   |
|  | Penaltis           | 0   | 0   |
|  | Fueras de juego    | 0   | 2   |
|  | Posesión del balón | 57% | 43% |

| 1     | POR   | Leonel Moreira         |     |
| 21    | DEF   | Pablo Salazar          |     |
| 4     | DEF   | Christian Montero      |     |
| 90    | DEF   | Waylon Francis         | 65' |
| 12    | DEF   | Óscar Rojas            |     |
| 28    | MED   | José Carlos Cancela    |     |
| 5     | MED   | Óscar Esteban Granados | 45' |
| 14    | MED   | José Miguel Cubero     |     |
| 62    | MED   | Ismael Gómez           | 61' |
| 19    | DEL   | Jorge Barbosa          |     |
| 23    | DEL   | Víctor Núñez           |     |
| D. T. | D. T. | Odir Jacques           |     |

| 20    | POR   | Johnny Aguilar       |     |
| 30    | DEF   | Randall Porras       |     |
| 31    | DEF   | Mario Víquez         | 80' |
| 29    | DEF   | Javier Loaiza        |     |
| 13    | DEF   | Kevin Fajardo        |     |
| 16    | MED   | Juan Diego Madrigal  |     |
| 2     | MED   | Eduardo Tourborne    |     |
| 6     | MED   | Emiliano Gómez       |     |
| 17    | MED   | Osvaldo Rodríguez    |     |
| 7     | DEL   | Erick Scott          | 90' |
| 9     | DEL   | Cristhian Lagos      | 65' |
| D. T. | D. T. | César Eduardo Méndez |     |

| 9  | DEL | Minor Díaz      | 45' |
| 10 | MED | Yosimar Arias   | 61' |
| 80 | DEF | Francisco Calvo | 65' |

| 15 | DEL | Jonathan Moya       | 65' |
| 4  | DEF | Crisanto Esquivel   | 80' |
| 10 | MED | Maximiliano Ardetti | 90' |

| 46' · 70' · 76' · 86' | José Miguel Cubero Víctor Núñez José Carlos Cancela Víctor Núñez | 1:1 2:2 3:2 4:2 |

| 24' · 50' | Osvaldo Rodríguez Randall Porras | 0:1 1:2 |

| 53' | Ismael Gómez |

| 59' | Cristhian Lagos |

| Principal  | Wálter Quesada |
| Asistentes | Leonel Leal    |
|            | Edwin Medaglia |
| Cuarto     | Randall Poveda |

|  |                    |     |     |
|  | Tiros              | 19  | 12  |
|  | Tiros a puerta     | 12  | 4   |
|  | Faltas             | 6   | 15  |
|  | Saques de esquina  | 10  | 2   |
|  | Penaltis           | 0   | 0   |
|  | Fueras de juego    | 0   | 2   |
|  | Posesión del balón | 57% | 43% |

| 1     | POR   | Leonel Moreira         |     |
| 21    | DEF   | Pablo Salazar          |     |
| 4     | DEF   | Christian Montero      |     |
| 90    | DEF   | Waylon Francis         | 65' |
| 12    | DEF   | Óscar Rojas            |     |
| 28    | MED   | José Carlos Cancela    |     |
| 5     | MED   | Óscar Esteban Granados | 45' |
| 14    | MED   | José Miguel Cubero     |     |
| 62    | MED   | Ismael Gómez           | 61' |
| 19    | DEL   | Jorge Barbosa          |     |
| 23    | DEL   | Víctor Núñez           |     |
| D. T. | D. T. | Odir Jacques           |     |

| 20    | POR   | Johnny Aguilar       |     |
| 30    | DEF   | Randall Porras       |     |
| 31    | DEF   | Mario Víquez         | 80' |
| 29    | DEF   | Javier Loaiza        |     |
| 13    | DEF   | Kevin Fajardo        |     |
| 16    | MED   | Juan Diego Madrigal  |     |
| 2     | MED   | Eduardo Tourborne    |     |
| 6     | MED   | Emiliano Gómez       |     |
| 17    | MED   | Osvaldo Rodríguez    |     |
| 7     | DEL   | Erick Scott          | 90' |
| 9     | DEL   | Cristhian Lagos      | 65' |
| D. T. | D. T. | César Eduardo Méndez |     |

| 9  | DEL | Minor Díaz      | 45' |
| 10 | MED | Yosimar Arias   | 61' |
| 80 | DEF | Francisco Calvo | 65' |

| 15 | DEL | Jonathan Moya       | 65' |
| 4  | DEF | Crisanto Esquivel   | 80' |
| 10 | MED | Maximiliano Ardetti | 90' |

| 46' · 70' · 76' · 86' | José Miguel Cubero Víctor Núñez José Carlos Cancela Víctor Núñez | 1:1 2:2 3:2 4:2 |

| 24' · 50' | Osvaldo Rodríguez Randall Porras | 0:1 1:2 |

| 53' | Ismael Gómez |

| 59' | Cristhian Lagos |

| Principal  | Wálter Quesada |
| Asistentes | Leonel Leal    |
|            | Edwin Medaglia |
| Cuarto     | Randall Poveda |

|  |                    |     |     |
|  | Tiros              | 19  | 12  |
|  | Tiros a puerta     | 12  | 4   |
|  | Faltas             | 6   | 15  |
|  | Saques de esquina  | 10  | 2   |
|  | Penaltis           | 0   | 0   |
|  | Fueras de juego    | 0   | 2   |
|  | Posesión del balón | 57% | 43% |

| 1     | POR   | Leonel Moreira         |     |
| 21    | DEF   | Pablo Salazar          |     |
| 4     | DEF   | Christian Montero      |     |
| 90    | DEF   | Waylon Francis         | 65' |
| 12    | DEF   | Óscar Rojas            |     |
| 28    | MED   | José Carlos Cancela    |     |
| 5     | MED   | Óscar Esteban Granados | 45' |
| 14    | MED   | José Miguel Cubero     |     |
| 62    | MED   | Ismael Gómez           | 61' |
| 19    | DEL   | Jorge Barbosa          |     |
| 23    | DEL   | Víctor Núñez           |     |
| D. T. | D. T. | Odir Jacques           |     |

| 20    | POR   | Johnny Aguilar       |     |
| 30    | DEF   | Randall Porras       |     |
| 31    | DEF   | Mario Víquez         | 80' |
| 29    | DEF   | Javier Loaiza        |     |
| 13    | DEF   | Kevin Fajardo        |     |
| 16    | MED   | Juan Diego Madrigal  |     |
| 2     | MED   | Eduardo Tourborne    |     |
| 6     | MED   | Emiliano Gómez       |     |
| 17    | MED   | Osvaldo Rodríguez    |     |
| 7     | DEL   | Erick Scott          | 90' |
| 9     | DEL   | Cristhian Lagos      | 65' |
| D. T. | D. T. | César Eduardo Méndez |     |

| 9  | DEL | Minor Díaz      | 45' |
| 10 | MED | Yosimar Arias   | 61' |
| 80 | DEF | Francisco Calvo | 65' |

| 15 | DEL | Jonathan Moya       | 65' |
| 4  | DEF | Crisanto Esquivel   | 80' |
| 10 | MED | Maximiliano Ardetti | 90' |

| 46' · 70' · 76' · 86' | José Miguel Cubero Víctor Núñez José Carlos Cancela Víctor Núñez | 1:1 2:2 3:2 4:2 |

| 24' · 50' | Osvaldo Rodríguez Randall Porras | 0:1 1:2 |

| 53' | Ismael Gómez |

| 59' | Cristhian Lagos |

| Principal  | Wálter Quesada |
| Asistentes | Leonel Leal    |
|            | Edwin Medaglia |
| Cuarto     | Randall Poveda |

|  |                    |     |     |
|  | Tiros              | 19  | 12  |
|  | Tiros a puerta     | 12  | 4   |
|  | Faltas             | 6   | 15  |
|  | Saques de esquina  | 10  | 2   |
|  | Penaltis           | 0   | 0   |
|  | Fueras de juego    | 0   | 2   |
|  | Posesión del balón | 57% | 43% |

#### Final - vuelta
| 1     | POR   | Minor Álvarez        |     |
| 30    | DEF   | Randall Porras       |     |
| 27    | DEF   | Esteban Maitland     |     |
| 16    | DEF   | Juan Diego Madrigal  |     |
| 29    | DEF   | Javier Loaiza        |     |
| 4     | MED   | Crisanto Esquivel    | 58' |
| 10    | MED   | Maximiliano Ardetti  | 68' |
| 2     | MED   | Eduardo Tourborne    |     |
| 17    | MED   | Osvaldo Rodríguez    |     |
| 7     | DEL   | Erick Scott          | 78' |
| 9     | DEL   | Cristhian Lagos      |     |
| D. T. | D. T. | César Eduardo Méndez |     |

| 1     | POR   | Leonel Moreira      |     |
| 21    | DEF   | Pablo Salazar       |     |
| 4     | DEF   | Christian Montero   | 79' |
| 80    | DEF   | Francisco Calvo     |     |
| 90    | DEF   | Waylon Francis      |     |
| 28    | MED   | José Carlos Cancela |     |
| 12    | MED   | Óscar Rojas         |     |
| 14    | MED   | José Miguel Cubero  |     |
| 19    | DEL   | Jorge Barbosa       | 83' |
| 23    | DEL   | Víctor Núñez        |     |
| 9     | DEL   | Minor Díaz          | 60' |
| D. T. | D. T. | Odir Jacques        |     |

| 23 | MED | Johan Venegas | 58' |
| 15 | DEL | Jonathan Moya | 68' |
| 77 | DEL | Kenneth Dixon | 78' |

| 5  | MED | Óscar Esteban Granados | 60' |
| 16 | MED | Carlos Hernández       | 79' |
| 10 | MED | Yosimar Arias          | 83' |

| 35' | Cristhian Lagos | 1:0 |

| 43' · 90' | José Carlos Cancela Víctor Núñez | 1:1 1:2 |

| 32' · 64' · 70' · 74' | Maximiliano Ardetti Randall Porras Johan Venegas Javier Loaiza |

| 34' · 71' | Francisco Calvo Víctor Núñez |

| 45', 86' | Osvaldo Rodríguez |

| Principal  | Rafael Vega    |
| Asistentes | Octavio Jara   |
|            | Rafael Andrade |
| Cuarto     | Ricardo Cerdas |

|  |                    |     |     |
|  | Tiros              | 7   | 11  |
|  | Tiros a puerta     | 2   | 3   |
|  | Faltas             | 7   | 5   |
|  | Saques de esquina  | 3   | 4   |
|  | Penaltis           | 1   | 0   |
|  | Fueras de juego    | 3   | 1   |
|  | Posesión del balón | 41% | 59% |

| 1     | POR   | Minor Álvarez        |     |
| 30    | DEF   | Randall Porras       |     |
| 27    | DEF   | Esteban Maitland     |     |
| 16    | DEF   | Juan Diego Madrigal  |     |
| 29    | DEF   | Javier Loaiza        |     |
| 4     | MED   | Crisanto Esquivel    | 58' |
| 10    | MED   | Maximiliano Ardetti  | 68' |
| 2     | MED   | Eduardo Tourborne    |     |
| 17    | MED   | Osvaldo Rodríguez    |     |
| 7     | DEL   | Erick Scott          | 78' |
| 9     | DEL   | Cristhian Lagos      |     |
| D. T. | D. T. | César Eduardo Méndez |     |

| 1     | POR   | Leonel Moreira      |     |
| 21    | DEF   | Pablo Salazar       |     |
| 4     | DEF   | Christian Montero   | 79' |
| 80    | DEF   | Francisco Calvo     |     |
| 90    | DEF   | Waylon Francis      |     |
| 28    | MED   | José Carlos Cancela |     |
| 12    | MED   | Óscar Rojas         |     |
| 14    | MED   | José Miguel Cubero  |     |
| 19    | DEL   | Jorge Barbosa       | 83' |
| 23    | DEL   | Víctor Núñez        |     |
| 9     | DEL   | Minor Díaz          | 60' |
| D. T. | D. T. | Odir Jacques        |     |

| 23 | MED | Johan Venegas | 58' |
| 15 | DEL | Jonathan Moya | 68' |
| 77 | DEL | Kenneth Dixon | 78' |

| 5  | MED | Óscar Esteban Granados | 60' |
| 16 | MED | Carlos Hernández       | 79' |
| 10 | MED | Yosimar Arias          | 83' |

| 35' | Cristhian Lagos | 1:0 |

| 43' · 90' | José Carlos Cancela Víctor Núñez | 1:1 1:2 |

| 32' · 64' · 70' · 74' | Maximiliano Ardetti Randall Porras Johan Venegas Javier Loaiza |

| 34' · 71' | Francisco Calvo Víctor Núñez |

| 45', 86' | Osvaldo Rodríguez |

| Principal  | Rafael Vega    |
| Asistentes | Octavio Jara   |
|            | Rafael Andrade |
| Cuarto     | Ricardo Cerdas |

|  |                    |     |     |
|  | Tiros              | 7   | 11  |
|  | Tiros a puerta     | 2   | 3   |
|  | Faltas             | 7   | 5   |
|  | Saques de esquina  | 3   | 4   |
|  | Penaltis           | 1   | 0   |
|  | Fueras de juego    | 3   | 1   |
|  | Posesión del balón | 41% | 59% |

| 1     | POR   | Minor Álvarez        |     |
| 30    | DEF   | Randall Porras       |     |
| 27    | DEF   | Esteban Maitland     |     |
| 16    | DEF   | Juan Diego Madrigal  |     |
| 29    | DEF   | Javier Loaiza        |     |
| 4     | MED   | Crisanto Esquivel    | 58' |
| 10    | MED   | Maximiliano Ardetti  | 68' |
| 2     | MED   | Eduardo Tourborne    |     |
| 17    | MED   | Osvaldo Rodríguez    |     |
| 7     | DEL   | Erick Scott          | 78' |
| 9     | DEL   | Cristhian Lagos      |     |
| D. T. | D. T. | César Eduardo Méndez |     |

| 1     | POR   | Leonel Moreira      |     |
| 21    | DEF   | Pablo Salazar       |     |
| 4     | DEF   | Christian Montero   | 79' |
| 80    | DEF   | Francisco Calvo     |     |
| 90    | DEF   | Waylon Francis      |     |
| 28    | MED   | José Carlos Cancela |     |
| 12    | MED   | Óscar Rojas         |     |
| 14    | MED   | José Miguel Cubero  |     |
| 19    | DEL   | Jorge Barbosa       | 83' |
| 23    | DEL   | Víctor Núñez        |     |
| 9     | DEL   | Minor Díaz          | 60' |
| D. T. | D. T. | Odir Jacques        |     |

| 23 | MED | Johan Venegas | 58' |
| 15 | DEL | Jonathan Moya | 68' |
| 77 | DEL | Kenneth Dixon | 78' |

| 5  | MED | Óscar Esteban Granados | 60' |
| 16 | MED | Carlos Hernández       | 79' |
| 10 | MED | Yosimar Arias          | 83' |

| 35' | Cristhian Lagos | 1:0 |

| 43' · 90' | José Carlos Cancela Víctor Núñez | 1:1 1:2 |

| 32' · 64' · 70' · 74' | Maximiliano Ardetti Randall Porras Johan Venegas Javier Loaiza |

| 34' · 71' | Francisco Calvo Víctor Núñez |

| 45', 86' | Osvaldo Rodríguez |

| Principal  | Rafael Vega    |
| Asistentes | Octavio Jara   |
|            | Rafael Andrade |
| Cuarto     | Ricardo Cerdas |

|  |                    |     |     |
|  | Tiros              | 7   | 11  |
|  | Tiros a puerta     | 2   | 3   |
|  | Faltas             | 7   | 5   |
|  | Saques de esquina  | 3   | 4   |
|  | Penaltis           | 1   | 0   |
|  | Fueras de juego    | 3   | 1   |
|  | Posesión del balón | 41% | 59% |

| 1     | POR   | Minor Álvarez        |     |
| 30    | DEF   | Randall Porras       |     |
| 27    | DEF   | Esteban Maitland     |     |
| 16    | DEF   | Juan Diego Madrigal  |     |
| 29    | DEF   | Javier Loaiza        |     |
| 4     | MED   | Crisanto Esquivel    | 58' |
| 10    | MED   | Maximiliano Ardetti  | 68' |
| 2     | MED   | Eduardo Tourborne    |     |
| 17    | MED   | Osvaldo Rodríguez    |     |
| 7     | DEL   | Erick Scott          | 78' |
| 9     | DEL   | Cristhian Lagos      |     |
| D. T. | D. T. | César Eduardo Méndez |     |

| 1     | POR   | Leonel Moreira      |     |
| 21    | DEF   | Pablo Salazar       |     |
| 4     | DEF   | Christian Montero   | 79' |
| 80    | DEF   | Francisco Calvo     |     |
| 90    | DEF   | Waylon Francis      |     |
| 28    | MED   | José Carlos Cancela |     |
| 12    | MED   | Óscar Rojas         |     |
| 14    | MED   | José Miguel Cubero  |     |
| 19    | DEL   | Jorge Barbosa       | 83' |
| 23    | DEL   | Víctor Núñez        |     |
| 9     | DEL   | Minor Díaz          | 60' |
| D. T. | D. T. | Odir Jacques        |     |

| 23 | MED | Johan Venegas | 58' |
| 15 | DEL | Jonathan Moya | 68' |
| 77 | DEL | Kenneth Dixon | 78' |

| 5  | MED | Óscar Esteban Granados | 60' |
| 16 | MED | Carlos Hernández       | 79' |
| 10 | MED | Yosimar Arias          | 83' |

| 35' | Cristhian Lagos | 1:0 |

| 43' · 90' | José Carlos Cancela Víctor Núñez | 1:1 1:2 |

| 32' · 64' · 70' · 74' | Maximiliano Ardetti Randall Porras Johan Venegas Javier Loaiza |

| 34' · 71' | Francisco Calvo Víctor Núñez |

| 45', 86' | Osvaldo Rodríguez |

| Principal  | Rafael Vega    |
| Asistentes | Octavio Jara   |
|            | Rafael Andrade |
| Cuarto     | Ricardo Cerdas |

|  |                    |     |     |
|  | Tiros              | 7   | 11  |
|  | Tiros a puerta     | 2   | 3   |
|  | Faltas             | 7   | 5   |
|  | Saques de esquina  | 3   | 4   |
|  | Penaltis           | 1   | 0   |
|  | Fueras de juego    | 3   | 1   |
|  | Posesión del balón | 41% | 59% |

|                                     |
|                                     |
| Campeón C. S. Herediano 22.º título |

## Estadísticas

### Tabla de goleadores
Lista con los máximos goleadores del torneo.
| Jugador             | Equipo             | Goles |
| ------------------- | ------------------ | ----- |
| José Carlos Cancela | C. S. Herediano    | 10    |
| Cristhian Lagos     | Santos de Guápiles | 10    |
| Marco Julián Mena   | Belén F. C.        | 9     |
| Víctor Núñez        | C. S. Herediano    | 9     |
| Mynor Escoe         | Deportivo Saprissa | 8     |
| Jorge Barbosa       | C. S. Herediano    | 8     |
| Pablo Brenes        | C. S. Cartaginés   | 8     |
| Camilo Aguirre      | Pérez Zeledón      | 8     |
| Keilor Soto         | Pérez Zeledón      | 7     |

### Regularidad de jugadores
Lista de los jugadores con más minutos en el campeonato.
| Jugador        | Club             | Partidos | Minutos |
| -------------- | ---------------- | -------- | ------- |
| Pablo Salazar  | C. S. Herediano  | 24       | 2160    |
| Keilor Soto    | Pérez Zeledón    | 22       | 1980    |
| Bismark Acosta | Belén F. C.      | 20       | 1800    |
| Félix Montoya  | A. D. San Carlos | 20       | 1800    |
| Maikol Mora    | A. D. San Carlos | 20       | 1800    |

### Regularidad de jugadores extranjeros
Lista de los jugadores extranjeros con más minutos en el campeonato.
| Jugador             | Club               | Minutos |
| ------------------- | ------------------ | ------- |
| José Carlos Cancela | C. S. Herediano    | 1625    |
| Fernando Cardoso    | Puntarenas F. C.   | 1524    |
| Jorge Barbosa       | C. S. Herediano    | 1515    |
| Emiliano Gómez      | Santos de Guápiles | 1480    |
| Maximiliano Ardetti | Santos de Guápiles | 1349    |
| Pablo Gabas         | L. D. Alajuelense  | 1321    |
| Rodrigo De Souza    | Limón F. C.        | 1187    |
| Héctor Sanabria     | Pérez Zeledón      | 1181    |
| Carlos Díaz         | Orión F. C.        | 1060    |
| Camilo Aguirre      | Pérez Zeledón      | 953     |
| Juan Manuel Morales | Deportivo Saprissa | 946     |
| Jhon Jairo Quiñones | Orión F. C.        | 784     |
| Mario Hernández     | Orión F. C.        | 733     |
| Anderson Andrade    | C. S. Herediano    | 730     |

### Árbitros
Lista de los árbitros con la cantidad de tarjetas amarillas y rojas en el campeonato.
|    | Nombre            | Tarjeta amarilla | Tarjeta roja directa |
| -- | ----------------- | ---------------- | -------------------- |
| 1  | Rafael Vega       | 82               | 10                   |
| 2  | Allen Quirós      | 65               | 8                    |
| 3  | Hugo Cruz         | 64               | 7                    |
| 4  | Jeffrey Solís     | 61               | 3                    |
| 5  | Henry Bejarano    | 55               | 7                    |
| 6  | Wálter Quesada    | 51               | 4                    |
| 7  | Alexandro Jiménez | 44               | 2                    |
| 8  | Ricardo Cerdas    | 38               | 8                    |
| 9  | Randall Poveda    | 34               | 7                    |
| 10 | Johnny Quirós     | 34               | 6                    |
| 11 | Vinicio Mena      | 31               | 3                    |
| 12 | Andrey Vega       | 29               | 2                    |
| 13 | Pedro Navarro     | 17               | 1                    |
| 14 | Ricardo Montero   | 13               | 1                    |
| 15 | Andrés Alpízar    | 10               | 2                    |

### Asistencia a estadios y recaudación
| Club          | Asistencia | Recaudación  |
| ------------- | ---------- | ------------ |
| Saprissa      | 164.861    | ₡434.559.500 |
| Alajuelense   | 97.201     | ₡239.713.000 |
| Herediano     | 42.516     | ₡188.641.650 |
| Limón         | 32.297     | ₡136.174.000 |
| Cartaginés    | 30.893     | ₡91.082.000  |
| Santos        | 20.593     | ₡87.134.500  |
| Pérez Zeledón | 11.192     | ₡47.318.000  |
| Puntarenas    | 20.272     | ₡45.680.000  |
| Belén         | 11.170     | ₡20.076.000  |
| Orión         | 5.436      | ₡17.962.000  |
| San Carlos    | 21.086     | ₡17.453.000  |